# Gonzalo Jara
Gonzalo Alejandro Jara Reyes (født 29. august 1985 i Hualpén, Chile) er en chilensk fodboldspiller, der spiller som forsvarsspiller hos Universidad de Chile. Tidligere har han optrådt for de chilenske klubber Huachipato og Colo-Colo og for West Bromwich samt 3 lejeophold 2 gange hos  Brighton & Hove Albion og Nottingham Forest.

## Landshold
Jara står (pr. marts 2018) noteret for 110 kampe og tre scoringer for Chiles landshold, som han debuterede for i 2006. Han har siden da repræsenteret sit land ved Copa América i 2007 og var også med i truppen til VM i 2010 i Sydafrika.